# Matrimonio igualitario en América
El matrimonio igualitario en América es reconocido en once de los 35 estados soberanos que conforman el continente: Argentina, Brasil, Canadá, Chile, Colombia, Costa Rica, Cuba, Ecuador, Estados Unidos, México y Uruguay. Adicionalmente, la unión civil es reconocida en Bolivia. De esta manera, junto con Europa, es uno de los dos continentes más progresistas con respecto a este tipo de legislaciones en el mundo.

## América del Norte
En América del Norte, a partir de fines del siglo XX y comienzos del siglo XXI surgieron intensos debates a nivel social, político y religioso con el propósito de aprobar, en sus inicios, el registro de parejas de hecho y la unión civil, para finalmente la legalización del matrimonio entre personas del mismo sexo, recorriendo un largo camino de tramitaciones legislativas y procesos judiciales para poder conseguirlo, debido a que en los tres países soberanos norteamericanos rige el federalismo como forma de Estado, donde cada estado o provincia tiene la libertad y atribución de aplicar sus propias leyes en el derecho de familia hasta la aprobación de una ley federal superior.   
En la actualidad, Norteamérica es junto a Europa Occidental una de las dos regiones más permisivas del mundo en lo que a reconocimientos civiles de parejas homosexuales se refiere. La homosexualidad, entendida como un acto sexual entre adultos y dentro del ámbito privado, se encuentra despenalizada en todos los territorios, por lo que la comunidad LGBT goza de amplia equiparación de derechos en distintos aspectos. Asimismo, en los territorios dependientes de Groenlandia (Dinamarca) y San Pedro y Miquelón (Francia), las leyes conyugales han sido equiparadas a las de sus respectivas metrópolis, permitiendo así el matrimonio igualitario; en Bermudas (Reino Unido), abolió su ley marital para parejas del mismo sexo en febrero de 2018, colocando en su lugar una figura legal más restrictiva para las parejas de hecho convirtiéndose en el primer territorio del mundo en abolir el matrimonio igualitario, posteriormente la corte obligó a aprobar nuevamente el matrimonio igualitario en noviembre de 2018.

### Historia

#### Canadá
El primer reconocimiento legal para parejas del mismo sexo fue en Nueva Escocia en 2001 con la primera ley de unión civil, posteriormente Canadá fue el primer país de América (y el primero fuera de Europa) en aprobar el matrimonio igualitario el 20 de julio de 2005 a nivel nacional. La provincia de Ontario ya había sido la primera en aprobar matrimonios igualitarios a nivel local en 2003.

#### Estados Unidos
La primera figura legal que permitió un reconocimiento a las parejas del mismo sexo fue la «Ley de Beneficiarios Recíprocos» aprobada en Hawái en 1997; mientras que Vermont fue el primer estado en aprobar una ley de unión civil propiamente tal en julio de 2000. 
El primer estado que permitió el matrimonio homosexual fue Massachusetts en 2004, siendo replicado posteriormente en 37 estados más la capital federal (Washington D. C.) hasta antes de la aprobación federal del matrimonio igualitario, basada en la Decimocuarta Enmienda a la Constitución de los Estados Unidos, la cual fue permitida mediante un fallo de la Corte Suprema de los Estados Unidos el 26 de junio de 2015.

#### México
En México cada entidad federativa decide sobre sus políticas civiles a través de sus propios mecanismos. La primera forma de reconocimiento a parejas homosexuales en el país fue otorgada mediante la Ley de Sociedad de Convivencia, aprobada por la Asamblea Legislativa de la Ciudad de México en 2006. En la actualidad el matrimonio igualitario se encuentra permitido en todos los estados.
En mayo de 2016, el presidente Enrique Peña Nieto envió una propuesta de ley al Congreso de la Unión llamada "matrimonio sin discriminación", con el fin de permitir la realización de bodas civiles sin distinción de la orientación sexual de los contrayentes en todas las entidades federativas del país. Sin embargo dicha propuesta fue rechazada alegando que "le corresponde a cada entidad legislar en materia civil".
Nuevamente se presentó una propuesta el 19 de diciembre de 2019 el cual busca modificar el Artículo 4 de la Constitución y se pueda agregar el derecho de cualquier persona mayor de edad a contraer matrimonio sin discriminación, esta modificación obligaría a todas las entidades a que adecuaran sus leyes a fin de que no se limite el derecho de contraer matrimonio independientemente del género o preferencia sexual.

## América Central y el Caribe
En América Central y los países insulares del Caribe han surgido intensos debates a nivel social, político y religioso para aprobar el matrimonio entre personas del mismo sexo, como también la unión civil y el registro de parejas de hecho. Las primeras leyes que permitieron este tipo de reconocimientos en la región entraron en vigencia a partir del siglo XXI. En la actualidad, Centroamérica y los países caribeños conforman la región de América menos permisiva en materia de reconocimiento a parejas del mismo sexo, en comparación a Norteamérica y Sudamérica, donde las leyes de protección a las minorías sexuales se encuentran en una numerosa cantidad de países. Recientes fallos de la Corte Interamericana de Derechos Humanos pueden implicar cambios en las jurisdicciones de la mayoría de países centroamericanos.

### Historia

#### Costa Rica
En Costa Rica existía un reconocimiento hacia las parejas del mismo sexo por parte del Poder Ejecutivo y sobre la base de la interpretación de la Ley General de la Persona Joven, que establece: «El derecho al reconocimiento, sin discriminación contraria a la dignidad humana, de los efectos sociales y patrimoniales de las uniones de hecho que constituyan de forma pública, notoria, única y estable sin especificar géneros.» Sin embargo, y a raíz de la consulta vinculante realizada por el Ejecutivo en el gobierno del Expresidente Luis Guillermo Solís (2014 - 2018) y en Cabeza de la Vicepresidenta Ana Helena Chacón Echeverría, a la Corte Interamericana de Derechos Humanos (Corte IDH), y cuya respuesta fue favorable en enero de 2018, la Sala Constitucional de Costa Rica dictaminado que en cumplimiento de lo solicitado por la Corte IDH, la Asamblea Legislativa debía crear el marco regulatorio para otorgar todos los derechos legales a las parejas del mismo sexo, incluido el matrimonio y la adopción, con fecha límite el 26 de mayo de 2020. Una semana antes de esa fecha, varios diputados (de corte ultraconservador y extremistas religiosos) de la Asamblea Legislativa, propiciaron una votación a lo interno del Congreso para pedir a la Sala Constitucional una prórroga de 18 meses, pero que éstos empezaran a contar después de finalizada la pandemia del COVID19, aún si tener certeza de cuándo finalizaría dicha pandemia. La moción para entrar a conocer la solicitud a la Sala fue rechazada por 33 de 53 legisladores presentes; y solo contó con el apoyo de 20 legisladores, es así que el día 26 de mayo entró en vigencia el matrimonio y la adopción para personas no heterosexuales.

#### Cuba
En 2022, se realizó un referéndum en Cuba para aprobar el proyecto de nuevo código de las familias, el cual legaliza el matrimonio entre personas del mismo sexo, la adopción homoparental, la pluriparentalidad, la gestación subrogada, entre otras disposiciones. El nuevo código recibió la aprobación de más del 60% de votos válidos y participó más de la mitad del electorado.
Tras la aprobación del Código de las Familias en el referéndum, al día siguiente —26 de septiembre— el presidente Miguel Díaz-Canel promulgó el texto y este fue publicado en la Gaceta Oficial de la República de Cuba el 27 del mismo mes, fecha en que entró en vigencia.

#### Puerto Rico
El matrimonio entre personas del mismo sexo en Puerto Rico es legal desde el 16 de junio de 2015, cuando la Corte Suprema de los Estados Unidos aprobó esta figura legal en todas las jurisdicciones estadounidenses, aplicando también para la isla en su estatus de Estado libre asociado de Estados Unidos. Asimismo, la Corte Suprema de Puerto Rico en San Juan ratificó el fallo judicial del tribunal estadounidense el 11 de abril de 2016.

#### Territorios dependientes
En los territorios dependientes existen diferentes formas de reconocimiento a parejas homosexuales, aplicando las legislaciones de sus respectivos gobiernos centrales:
- En Aruba, Curazao y Sint Maarten, territorios autónomos de los Países Bajos, no se realizan matrimonios igualitarios, sin embargo, la ley obliga a reconocer las uniones efectuadas bajo la legislación marital neerlandesa que permite el matrimonio igualitario desde 2001. Situación distinta ocurre en el Caribe Neerlandés, donde rige la misma legislación que en el país europeo.
- En los territorios franceses de ultramar (Guadalupe, Martinica, San Martín y San Bartolomé) rige la legislación marital francesa que permite el matrimonio igualitario desde 2013.
- En los territorios británicos de ultramar, administrados por el Reino Unido, se aplican sus propias legislaciones que reconocen el matrimonio igualitario. Un caso único fue el de Bermudas, que en 2017 lo abolió después de ser rechazado mediante un referéndum. Sin embargo, posteriormente la corte obligó a aprobar nuevamente el matrimonio igualitario en noviembre de 2018.
- En las Islas Vírgenes de los Estados Unidos rige la legislación marital estadounidense que permite el matrimonio igualitario desde 2015 en todas sus jurisdicciones.

## América del Sur
En América del Sur han surgido intensos debates a nivel social, político y religioso sobre propuestas para legalizar el matrimonio entre personas del mismo sexo así como también las uniones civiles y el registro de parejas de hecho.
Las primeras leyes que permitieron algún tipo de reconocimiento a uniones homosexuales en la región entraron en vigor a partir del siglo XXI. Actualmente, 7 de los 12 países soberanos de Sudamérica reconoce algún tipo de uniones del mismo sexo. El matrimonio entre personas del mismo sexo es actualmente legal en Argentina, Brasil, Chile, Colombia, Ecuador, Uruguay y en los territorios dependientes de Guayana Francesa e islas Malvinas. Adicionalmente un país tiene una forma de unión civil o parejas de hecho en todo su territorio nacional, Bolivia. De esta manera, Sudamérica se convierte en una de las regiones más permisivas del mundo en esta materia, al igual que América del Norte, Europa Occidental y Australasia. 
El sexo entre mujeres es legal en toda la región; mientras que Bolivia y Venezuela nunca han criminalizado en su legislación las prácticas homosexuales entre adultos por mutuo consentimiento, al finalizar el  siglo XX, las leyes que castigaban la sodomía se encontraban derogadas en todos los países sudamericanos a excepción de Guyana, en donde el sexo entre hombres es aún ilegal (no debe confundirse con Guayana Francesa).
Con respecto a los derechos de la familia homoparental, la adopción conjunta por parejas reconocidas está permitida en Argentina, Brasil, Chile, Colombia, Guayana Francesa y Uruguay; mientras que la subrogación gestacional se encuentra regulada únicamente en Brasil.

### Situación actual
| País        | Dependencia      | Unión civil | Matrimonio igualitario | Ref.          |
| ----------- | ---------------- | ----------- | ---------------------- | ------------- |
| Argentina   | Argentina        | (2002)*     | (2010)                 | [ 16 ] [ 17 ] |
| Bolivia     | Bolivia          | (2020)      |                        |               |
| Brasil      | Brasil           | (2011)      | (2013)                 |               |
| Chile       | Chile            | (2015)      | (2022)                 | [ 18 ]        |
| Colombia    | Colombia         | (2009)      | (2016)                 | [ 19 ]        |
| Ecuador     | Ecuador          | (2008)      | (2019)                 |               |
| Guyana      |                  |             |                        |               |
| Francia     | Guayana Francesa | (1999)      | (2013)                 |               |
| Reino Unido | Islas Malvinas   | (2017)      | (2017)                 | [ 20 ]        |
| Paraguay    |                  |             |                        |               |
| Perú        |                  |             |                        |               |
| Surinam     |                  |             |                        |               |
| Uruguay     | Uruguay          | (2008)      | (2013)                 |               |
| Venezuela   |                  |             |                        |               |

- Sólo en Buenos Aires.

### Historia

#### Argentina
El 12 de diciembre de 2002 se aprobó en la Ciudad Autónoma de Buenos Aires el proyecto de ley de unión civil presentado por la CHA. De esta manera, Buenos Aires se convirtió en la primera jurisdicción de América Latina en legalizar la unión civil. Posteriormente, la República Argentina permitió, a nivel federal, los matrimonios entre personas del mismo sexo desde el 15 de julio de 2010. De esta forma, el país se convirtió en el primero de América Latina en reconocer este derecho en todo su territorio nacional, y el décimo a nivel mundial.

#### Bolivia
El 12 de diciembre de 2020, luego de una resolución de un tribunal de primera instancia de una interpretación de un artículo de la Constitución de Bolivia, obligó al Servicio de Registro Cívico a registrar la «unión libre» entre una pareja del mismo sexo, ambos ciudadanos de sexo masculino de nacionalidad boliviana que llevaban once años como pareja de hecho, reconociéndose de esta manera la primera unión civil en el país altiplánico.

#### Brasil
En 2004, el primer caso de reconocimiento de uniones entre personas del mismo sexo en Brasil, ocurrió cuando una pareja binacional entre un ciudadano británico y un ciudadano brasileño registraron su unión de facto. Este  precedente judicial animó a otras parejas en el país a hacer lo mismo.
El 5 de mayo de 2011, el Supremo Tribunal Federal de Brasil dictaminó que las uniones civiles entre personas del mismo sexo tienen que ser permitidas dentro del país. La resolución resultó uniones estables para gays y lesbianas, teniendo los mismos derechos financieros y sociales que las parejas heterosexuales disfrutan. También creó una base legal para los derechos de matrimonio de las parejas del mismo sexo, dado que las uniones civiles entre personas de distinto sexo podían ser convertidas en matrimonios. En los siguientes dos años, las jurisdicciones de Alagoas, Bahía, Ceará, Espírito Santo, Distrito Federal, Mato Grosso do Sul, Paraíba, Paraná, Piauí, Rondonia, Santa Catarina, Santa Rita do Sapucaí, São Paulo y Sergipe legalizaron el matrimonio entre personas del mismo sexo, mientras que Río de Janeiro permitió a los jueces locales realizar matrimonios entre personas del mismo sexo, si estaban de acuerdo en hacerlo. Los otros estados, todos reconocían estos matrimonios,y registraron matrimonios en una política de caso-a-caso.
No obstante, el 14 de mayo de 2013, el Concejo Nacional de Justicia legalizó el matrimonio entre personas del mismo sexo en todo el país, en una votación de 14-1, mediante la publicación de una orden que determinó que todos los registros civil del país deben realizar matrimonios entre personas del mismo sexo y convertir cualquier unión civil existente en matrimonio si la pareja lo deseara.

#### Chile
En mayo de 2011, el presidente Sebastián Piñera señaló que estaba a favor de una ley que legalizaría una forma de unión civil; su intención expuesta fue para “proteger y resguardar [...] la dignidad de esas parejas, si son de distinto o incluso del mismo sexo”, por consiguiente, en agosto de 2011 presentó al Congreso Nacional un proyecto de ley que permitiría reconocer las parejas de hecho indistintamente a su orientación sexual. Esto otorgaría a las parejas no casadas muchos de los derechos que ahora gozan solo los matrimonios, como beneficios de herencia, algunos subsidios sociales y beneficios de salud.
Finalmente luego de 44 meses en tramitación legislativa, el 28 de enero de 2015 el Congreso chileno aprobó un mejorado proyecto de ley que permitirá las uniones civiles de parejas del mismo y distinto sexo, conocido como Acuerdo de Unión Civil (AUC).
La nueva ley fue promulgada por la presidenta Michelle Bachelet el 13 de abril de 2015, entrando en vigencia el 22 de octubre del mismo año.
La Ley 21.400, promulgada el 9 de diciembre de 2021, que permite el matrimonio entre personas del mismo sexo junto con la adopción y filiación homoparental, entró en vigencia el 10 de marzo de 2022.

#### Colombia
El 7 de febrero de 2007, la Corte Constitucional de Colombia entregó varios derechos de parejas de hecho y derechos de pensión a las parejas de personas del mismo sexo, los primeros derechos y reconocimiento hacia las uniones entre personas del mismo sexo recibidos en el país. Subsiguientes fallos por la Corte Constitucional, expandieron los derechos a los cuales las parejas entre personas del mismo sexo podían optar. En octubre de 2007 extendió derechos a seguro social y seguro médico a ellas. El 28 de enero de 2009, modificó 20 leyes para darles 42 derechos más (incluyendo nacionalidad, permisos de residencia, inclusión en las limitaciones para testificar ante un tribunal por ser familia, leyes de derechos de familia, etc.). Un dictamen final, el 13 de abril de 2011, les otorgó derechos de herencia.
El 26 de julio de 2011, la Corte Constitucional declaró que no puede cambiar la definición actual de matrimonio como la unión entre un hombre y una mujer, pero también declaró que las parejas de personas del mismo sexo tienen los mismos derechos de formar una familia y ordenó al Congreso de Colombia de legalizar sobre esta materia en un plazo de dos años (el 20 de junio de 2013). Si una ley no entra en vigencia para esa fecha, las parejas de personas del mismo sexo, automáticamente podrían registrar su relación con la misma solemnidad que las parejas heterosexuales a través del matrimonio. Previo a la decisión de la Corte, seis intentos de legislación, para regular las relaciones entre personas del mismo sexo, fallaron en el Congreso.
A partir del 7 de abril de 2016, el matrimonio entre parejas del mismo sexo es legal en Colombia.

#### Ecuador
Durante el debate de la Constitución de Ecuador de 2008, organizaciones LGBT hicieron campaña para incluir las uniones entre personas del mismo en ella. Uniones civiles para parejas del mismo sexo fueron incluidas en el artículo 68 del borrador final de la nueva constitución. Dentro del texto de la nueva constitución, la única diferencia significativa entre las uniones entre personas del mismo sexo y de distinto sexo, era la prohibición para las parejas del mismo sexo el derecho de poder adoptar niños. El presidente Rafael Correa abiertamente dio su apoyo a la inclusión de las uniones de parejas del mismo sexo en el texto. El 28 de septiembre de 2008, la constitución fue aprobada por medio de un referéndum con un  69,46% de aprobación, de ese modo legalizando las uniones civiles entre personas del mismo sexo. El artículo 68 de la constitución dice: "La unión estable y monogámica entre dos personas libres de vínculo matrimonial que formen un hogar de hecho, por el lapso y bajo las condiciones y circunstancias que señale la ley, generará los mismos derechos y obligaciones que tienen las familias constituidas mediante matrimonio. La adopción corresponderá sólo a parejas de distinto sexo." El 12 de junio de 2019 la Corte Constitucional del Ecuador reconoció que la Opinión Consultiva OC-24/17 de la Corte Interamericana de Derechos Humanos era vinculante en Ecuador, por lo que se aprobó a partir de esa fecha el matrimonio entre personas del mismo sexo. 

#### Guayana Francesa
Al ser Guayana Francesa un Departamento de ultramar de Francia, fue aplicada la legislación francesa que legalizó el matrimonio entre personas del mismo sexo el 18 de mayo de 2013 en todos los territorios bajo su soberanía. 

#### Uruguay
El 1 de enero de 2008, Uruguay se convirtió en el primer país latinoamericano en tener una ley de unión civil nacional. La ley fue aprobada por las dos cámaras del congreso el 19 de diciembre de 2007 y firmada como ley por el presidente Tabaré Vázquez el 27 de diciembre. La ley otorgaba la mayoría de los beneficios que las parejas casadas tenían, incluyendo beneficios de jubilación, derechos de herencia y propiedad conjunta de bienes y propiedades. En septiembre de 2009, a un proyecto de ley que buscaba extender los derechos de adopción a las parejas de personas del mismo sexo, se le dio su aprobación final en el Parlamento. Así, Uruguay se convirtió en el primer país de América del Sur donde parejas de personas del mismo sexo podían adoptar en conjunto.
En abril de 2011, Sebastián Sabini, un legislador perteneciente a uno de los partidos parte del Frente Amplio, presentó un proyecto de ley para legalizar el matrimonio entre personas del mismo sexo, que era una de las promesas del Frente Amplio en las elecciones de 2009. El 12 de diciembre, la Cámara de Diputados aprobó el proyecto de ley por 81 votos de los 87 presentes y lo envía al Senado. El Senado aprobó el proyecto de ley con unas pequeñas modificaciones el 2 de abril de 2013, en una votación de 23-8. El 10 de abril de 2013, la Cámara de Diputados dio su aprobación final a la versión modificada del proyecto de ley en una votación de 71-21. El 3 de mayo, fue firmada por el presidente José Mujica. Entró en efecto el 5 de agosto de 2013.

### Legislación futura

#### Perú
En 2011 el economista y activista Óscar Ugarteche intentó, a través del consulado peruano en México, inscribir su matrimonio con el mexicano Fidel Aroche Reyes, unión celebrada en Ciudad de México en 2010 tras la aprobación del matrimonio igualitario en dicha entidad federativa, pero el Registro Nacional de Identificación y Estado Civil (RENIEC) se lo denegó argumentando que el artículo 234 del Código Civil establece que el matrimonio «es la unión voluntariamente concertada por un varón y una mujer legalmente aptos para ella», con lo cual Ugarteche decidió demandar a dicho organismo en 2012. El caso fue llevado por la Cuarta Sala Civil de la Corte Superior de Lima, que emitió un dictamen favorable al demandante, pero el RENIEC apeló y el proceso fue derivado al Séptimo Juzgado Constitucional de Lima, que volvió a fallar a favor del matrimonio Ugarteche-Aroche y ordenó al RENIEC el reconocimiento de dicha unión, pero el organismo apeló y el proceso fue remitido nuevamente a la Cuarta Sala Civil de la Corte Superior de Lima que en 2018 anuló la sentencia en primera instancia por un tema de forma (la demanda fue presentada fuera de plazo administrativo).
En 2018, Ugarteche decidió entonces demandar al Estado peruano ante el Tribunal Constitucional (TC). El 3 de noviembre de 2020 el TC rechazó por mayoría (cuatro votos en contra y tres a favor) la demanda de amparo de Ugarteche (TC Exp. N° 01739-2018-PA/TT.) Tras la negativa del TC, Ugarteche anunció que llevará su pretensión a la Corte Interamericana de Derechos Humanos.

#### Venezuela
El 31 de enero de 2014 fue presentado el proyecto de Ley de Matrimonio Civil Igualitario ante la Asamblea Nacional de Venezuela, con el apoyo de varias organizaciones LGBT venezolanas y adjuntas 21 mil firmas de ciudadanos a favor de la iniciativa.

### Opinión pública
La aprobación pública del matrimonio entre personas del mismo sexo varía entre los países. Las encuestas han encontrado un mayor apoyo entre la población joven, mujeres, habitantes de grandes ciudades y personas con un mayor nivel educacional. Una serie de encuestas hechas el 2014 por Vanderbilt University a través de América Latina encontró los siguientes niveles de apoyo al matrimonio entre personas del mismo sexo:
| - Uruguay: 71.8% - Argentina: 74.3% - Colombia: 73.5% - Brasil: 66% - Chile: 42.9% - Panamá: 30.5% - Nicaragua: 26.2% | - Perú: 19.7% - Paraguay: 18.2% - Bolivia: 16.2% - Surinam: 15.3% - Ecuador: 11.9% - Guyana: 6.4% |

#### Otras encuestas
- Argentina: Una encuesta de noviembre de 2009, realizada en las seis ciudades más grandes de Argentina, arrojó un apoyo al matrimonio entre personas del mismo sexo de 74,3%, el rechazo fue de 13,1%[71]
- Brasil: Una encuesta nacional realizada en julio de 2012 arrojó que el 50% de los brasileños estaba a favor de la decisión de la Corte Suprema de expandir las uniones civiles a matrimonio entre personas del mismo sexo. Mujeres, jóvenes y católicos fueron los que estaban más de acuerdo con el matrimonio homosexual que el resto del país.[72] Otra encuesta publicada en marzo de 2013 mostró que el 47% de la población estaba a favor del matrimonio entre personas del mismo sexo, mientras que el 57% de los Brasileños estaba a favor de la adopción de niños por parejas del mismo sexo.[73]
- Chile: Una encuesta nacional realizada por Cadem en enero de 2017, arrojó que el 64% de los Chilenos está a favor del matrimonio entre personas del mismo sexo, mientras que sólo un 32% se manifiesta en contra. En cuanto a la adopción un 45% de los Chilenos se mostró de acuerdo con que las parejas homosexuales tienen derecho a adoptar un hijo, mientras que el 50% estuvo en desacuerdo[74]
- Colombia: Una encuesta realizada entre diciembre de 2009 y enero de 2010 en la capital de Colombia, Bogotá, arrojó que el 73% de la población de la ciudad estaba a favor de la legalización del matrimonio entre personas del mismo sexo, mientras que el 26% estaba en contra de ello.[75]
- Panamá: Una encuesta realizada en noviembre de 2020 por la empresa Ipsos[76] arrojó que 5 de cada 10 encuestados estaban en contra de la legalización del matrimonio entre personas del mismo sexo, mientras que el 2 de cada 10 estaba a favor. La mayoría de los que estaban en contra eran mujeres, mostrando mayor aceptación en los hombres. También se reveló que la mayoría de los que estaban en contra, tampoco se oponían a su legalización. Esto revela una disminución del rechazo dado que una encuesta del 2017, reveló que de 10 panameños consultados, 8 estaban en contra y 1 a favor.
- Paraguay: Una encuesta realizada por un periódico cristiano después de la aprobación de la ley de matrimonio entre personas del mismo sexo en Argentina, mostró un apoyo por el matrimonio entre personas del mismo sexo del 10% y una oposición del 76%.[77]
- Perú: En agosto de 2010, una encuesta arrojó que el 21,3% de los Peruanos aprobaba matrimonio entre personas del mismo sexo, y que el 71,5% estaba en contra de ello. El apoyo en la gente joven fue mayor, de un 31,9%[78]
- Uruguay: Una encuesta nacional, realizada en noviembre de 2011, arrojó que el apoyo del matrimonio entre personas del mismo sexo era del 52%, mientras que solo el 32% de la población estaba en contra de ello.[79]